# Bradley Danger
Bradley Danger (Mont-Saint-Aignan, 29 gennaio 1998) è un calciatore francese, centrocampista del Red Star.

## Carriera

### Club
Cresciuto nel settore giovanile del Le Havre, durante la sua militanza nel club non viene mai impiegato con la prima squadra in incontri ufficiali, riuscendo solamente a giocare con la squadra riserve. Nel 2018 viene ceduto in prestito all'Avranches, venendo poi acquistato a titolo definitivo l'anno successivo. Nel 2020, dopo un biennio trascorso in terza divisione, si trasferisce al Chambly; il 22 agosto 2020 debutta in Ligue 2, disputando l'incontro perso per 0-3 contro il Paris FC. Conclude la sua prima stagione fra i professionisti con 33 presenze e 2 reti complessive tra campionato e coppa. Il 16 giugno 2021 firma un contratto triennale con il Rodez, altro club della Ligue 2.

### Nazionale
Ha rappresentato le nazionali giovanili francesi dall'Under-16 all'Under-19. Inoltre, con la nazionale francese Under-17 ha vinto l'Europeo di categoria nel 2015.

## Statistiche

### Presenze e reti nei club
Statistiche aggiornate al 16 ottobre 2022.
| Stagione          | Squadra           | Campionato        | Campionato | Campionato | Coppe nazionali | Coppe nazionali | Coppe nazionali | Coppe continentali | Coppe continentali | Coppe continentali | Altre coppe | Altre coppe | Altre coppe | Totale | Totale |
| Stagione          | Squadra           | Comp              | Pres       | Reti       | Comp            | Pres            | Reti            | Comp               | Pres               | Reti               | Comp        | Pres        | Reti        | Pres   | Reti   |
| ----------------- | ----------------- | ----------------- | ---------- | ---------- | --------------- | --------------- | --------------- | ------------------ | ------------------ | ------------------ | ----------- | ----------- | ----------- | ------ | ------ |
| 2015-2016         | Le Havre 2        | CFA2              | 11         | 0          |                 | -               | -               |                    | -                  | -                  |             | -           | -           | 11     | 0      |
| 2016-2017         | Le Havre 2        | CFA               | 18         | 0          |                 | -               | -               |                    | -                  | -                  |             | -           | -           | 18     | 0      |
| 2017-2018         | Le Havre 2        | N2                | 27         | 1          |                 | -               | -               |                    | -                  | -                  |             | -           | -           | 27     | 1      |
| Totale Le Havre 2 | Totale Le Havre 2 | Totale Le Havre 2 | 56         | 1          |                 | -               | -               |                    | -                  | -                  |             | -           | -           | 56     | 1      |
| 2018-2019         | Avranches         | N                 | 29         | 0          | CF              | 2               | 0               |                    | -                  | -                  |             | -           | -           | 31     | 0      |
| 2019-2020         | Avranches         | N                 | 22         | 2          |                 | -               | -               |                    | -                  | -                  |             | -           | -           | 22     | 2      |
| Totale Avranches  | Totale Avranches  | Totale Avranches  | 51         | 2          |                 | 2               | 0               |                    | -                  | -                  |             | -           | -           | 53     | 2      |
| 2020-2021         | Chambly           | L2                | 32         | 2          | CF              | 1               | 0               |                    | -                  | -                  |             | -           | -           | 33     | 2      |
| 2021-2022         | Rodez             | L2                | 34         | 3          | CF              | 2               | 0               |                    | -                  | -                  |             | -           | -           | 36     | 3      |
| 2022-2023         | Rodez             | L2                | 12         | 2          | CF              | 0               | 0               |                    | -                  | -                  |             | -           | -           | 12     | 2      |
| Totale carriera   | Totale carriera   | Totale carriera   | 186        | 10         |                 | 5               | 0               |                    | -                  | -                  |             | -           | -           | 191    | 10     |